# 힌디어 위키백과
힌디어 위키백과(힌디어: विकिपीडिया, wikipīḍiyā)는 위키백과의 힌디어판이다. 2003년 7월 시작하였다. (2009년 6월 3일 기준) 수록 문서는 3만 2천 9백 개이며 등록된 사용자 수는 1만 5천 3백 명이다. 기호는 hi이다.

## 특징
힌디어 위키백과는 힌디어 화자, 특히 인도 지역 힌디어 화자에 대한 서비스를 가능케 하고자 개설되었다.  힌디어 위키백과에서는 브라흐미계 문자(데바나가리 문자(오늘날, 힌디어, 카슈미르어, 마라티어, 네팔어 등의 기록에 사용되는 문자))가 사용되므로, 약간 높은 수준의 텍스트 렌더링 지원이 필요하다. 힌디어 위키백과에서는 키보드로 라틴 알파벳을 입력하면 자동으로 데바나가리 문자로 바꾸어준다. 이 기능을 위해, 특별히 소프트웨어를 다운로드할 필요는 없다.

## 역사
- 2003년 7월 11일 : 힌디어 위키백과가 시작되었다.
- 2007년 3월 14일 : 힌디어 위키백과 내 문서 수가 1만개를 넘어섰다.